# Charlie Hedges
Charlie Hedges é apresentadora de rádio e DJ.

## Vida pregressa
Hedges estudou jornalismo no Harlow College.

## Carreira

### Apresentação de rádio
Hedges apresentou o programa de café da manhã no Kiss por dez anos com Rickie Haywood-Williams e Melvin Odoom. O trio é conhecido como Rickie, Melvin e Charlie. Em novembro de 2018, foi anunciado que eles se mudariam para a BBC Radio 1 para substituir Charlie Sloth no slot do meio da noite. O seu novo show estreou no dia 1 de abril de 2019.
Em setembro de 2020, foi anunciado que Hedges substituiria Mistajam como apresentadora dos Dance Anthems da Radio 1 nas tardes de sábado. Hedges assumiu no mês seguinte.

### DJ
Hedges já actuou como DJs em vários clubes e festivais. Em 2016, Hedges lançou um single intitulado "Kaleidoscope" no Armada Deep com o vocalista Sonny Reeves.